# Centaurea blancheana
Centaurea blancheana — вид квіткових рослин айстрових (Asteraceae). Ендемік Сирії.